# Aswan (gouvernement)
Aswan (Arabisch: أسوان) is een van de gouvernementen van Egypte. Het omgeeft het zuidelijke stuk van het Egyptische deel van de Nijl. Door de Aswandam is hier een groot stuwmeer ontstaan: het Nassermeer.
Het is het meest zuidelijke gouvernement in Boven-Egypte. De hoofdstad is Aswan. Het grenst aan Qina in het noorden, Rode Zee (gouvernement) in het oosten, Al Wadi al Jadid in het westen en Soedan in het zuiden.
Het aantal inwoners was in 2001 circa 1,100,000. De oppervlakte is circa 679 km².

## Enkele plaatsen
- Edfu (arab. إدفو, Idfū)
- Kom Ombo (arab. كوم أمبو, Kūm Umbū)
- Darau (arab. دراو, Darau)
- Aswan (arab. أسوان, Aswān)
- Aboe Simbel (arab. أبو سمبل, Abū Simbal)

Ad Daqahliyah · Al Buhayrah · Alexandrië · Al Gharbiyah · Al Minufiyah · Al Qalyubiyah · Ash Sharqiyah · Assioet · Aswan · Beni Suef · Caïro · Damietta · Fajoem · Gizeh · Ismaïlia · Kafr el Sheikh· Luxor · Matruh  · Minya · Nieuwe Vallei · Noord-Sinaï · Port Said · Qina · Rode Zee · Suez · Suhaj  · Zuid-Sinaï